# Henrik Ennart
Henrik Ennart, född den 29 juni 1960 i Kalmar, är en svensk journalist och författare. Han är son till metodiklektorn Ruben Ennart. och småskolläraren Rut Ennart, f. Andersson. Henrik Ennart är verksam som vetenskapsjournalist på Svenska Dagbladet där han särskilt skriver om mat, livsstil och hälsa. Han har medverkat i ett flertal projekt med grävande journalistik, bland annat den 2016 Guldspade-belönade granskningen av Nya Karolinska sjukhuset.

## Karriär
Som författare har Ennart främst intresserat sig för hur mat och livsstil påverkar vår hälsa och åldrande. I flera böcker har han rapporterat från de platser på jorden - så kallade blå zoner - där människor blir mest långlivade med hälsan i behåll. Det senare har även skildrats i en TV-dokumentär sänd i SvT:s Vetenskapens värld. I boken Happy Food utforskas kopplingen mellan mat, tarmfloran och psykisk hälsa.

## Utmärkelser och priser
- 2010: Nominerad till Guldspaden[9] i klassen facklitteratur för boken Döden i grytan : om vår rädsla för riktig mat (medförfattare Mats-Eric Nilsson).
- 2011: Utmärkelsen Årets hälsoreportage[10], om nyttan av intensiv styrketräning.
- 2012: Lilla sällskapets journaliststipendim[11] För utmärkta insatser i främjandet av svensk matkultur.
- 2013: Utsedd till Årets hälsojournalist 2013[12]. 1,6 & 2,6-miljonersklubbens journalistdiplom.
- 2013: Tilldelad Eric Forsgrens journaliststipendium[13] för engagerad och insiktsfull journalistik om alzheimers sjukdom.
- 2014: Nominerad till "EU health prize for journalist 2013[14]." Vinnare i den svenska uttagningen och finalist i Europafinalen för årets bästa europeiska hälsoreportage arrangerat av EU-kommissionen.
- 2015: Måltidsakademiens utmärkelse Årets svenska måltidslitteratur[15] för boken Den blå maten.
- 2016: Guldspaden för Årets avslöjande i klassen stor tidning[16]: Sjuka Affärer - En granskning av Sveriges största sjukhusbygge: Nya Karolinska.
- 2017: Nominerad till det internationella journalistpriset Schibsted journalism awards[17] för granskning i Svenska Dagbladet av Nya Karolinska sjukhuset.
- 2017: Nominerad till Guldspaden i klassen facklitteratur [18] för boken Sjukt hus - Globala miljardsvindlerier från Lesotho till Nya Karolinska.